# Неправилан ритам спавања и буђења
Неправилан ритам спавања и будности (НРСИБ) је редак облик поремећаја  циркадијалног ритма спавања и један од неколико поремећаја циркадијалног ритма. Одликује се бројним дремкама током 24-часовног периода, без главне епизоде ноћног сна и неправилностима из дана у дан.  Погођени појединци немају устаљени образац када су будни или када спавају, могу имати лош сан и често могу бити веома поспани док су будни. Ако је укупно време спавања у 24 сата нарушено за узраст особе, ова врста поремећаја је озбиљна и нека врста је невидљивог инвалидитета. НРСИБ може створити друштвене, породичне и радне проблеме, отежавајући особи да одржи односе и одговорности, и може је учинити везаном за кућу у којој се осећа изолованом.
Едукација о хигијени спавања је важна, а саветовање може бити од помоћи.

## Терминологија
Неправилан ритам спавања и будности се назива и многим другим терминима, укључујући: 
- неправилан образац буђења из сна,
- синдром неправилног буђења из сна,
- неправилан циклус буђења у сну
- неправилан распоред буђења из сна
- неправилан поремећај буђења из сна.

## Етиологија
Неправилан ритам спавања и буђења има различите узроке, укључујући неуролошке поремећаје као што су:
- деменција (посебно Алцхајмерова болест),
- оштећење мозга,
- интелектуалне сметње.

Ово се може десити и код људи који немају неуролошких проблема јер постоје услови као што су дневно светло и друге активности важне  за ресетовање наших сатова за спавање. Лоше навике спавања могу дозволити да се овај поремећај појави код људи који имају слабији циркадијални сат. Ово посебно важи за људе који нису довољно изложени дневном светлу. 
Ризик од поремећаја расте и са годинама, као последица повећане преваленције коморбидних медицинских поремећаја. 

## Клиничка слика
Клиничку слику карактеришу:
- спавања у виду низа дремки током дана и ноћи,
- изостанак правилног обрасца спавања и будности,
- тешко успављаивање, а након спавања у будном периоду дана изражена појава осећаја поспаности,
- укупно време спавања које није нормалног трајања за пацијентове године

## Дијагноза
Дневник спавања са ноћним временом у средини и викендом у средини, ради бољег уочавања трендова
Како би се помогло у дијагнози пацијент би требало да води дневник спавања и у њему бележи  распоред спавања током лечења. Други начини за праћење ритма спавања је актиграфија или употреба апарата за континуирани позитивни притисак у дисајним путевима (CPAP) који може да бележи време спавања
Као могући знаци упозорења наводе се:
- спавање са повременим дремкама током дана и ноћи, без редовног обрасца, али са нормалним укупним временом спавања,
- тешкоће у постизању рестауративног сна,
- прекомерна дневна поспаност.

Због промена у времену спавања/буђења, и пошто је НРСИБ редак поремећај, у почетку може изгледати као још један поремећај циркадијалног ритма спавања, као што је поремећај спавања и буђења који није 24 сата дневно или је сличан несаници. 
Лекар специјализован за медицину спавања може питати пацијенте о њиховој медицинској историји; на пример: неуролошки проблеми, узимање лекова на рецепт или без рецепта, употреба алкохола, породична историја и сви други проблеми са спавањем. Индикован је и темељан медицински и неуролошки преглед. Од пацијента ће се тражити да попуни дневник спавања, и у њему бележи природно време спавања и буђења, током неколико недеља. 
У дијагностици НРСИБ може се користити и процена сна помоћу Епвортове скале поспаности.
Медицински тестови
Ако се посумња на неуролошко стање или други медицински проблем,  могу се користити анализе крви, компјуртеризована томографијиа или магнетна резонантна томографија. Студија спавања преко ноћи обично није потребна за откривање овог поремећаја, али може бити индикована ако су вероватни други поремећаји спавања, као што су апнеја у сну и периодични поремећај покрета удова. Студија спавања преко ноћи назива се полисомнографија (заснована на бележењу можданих таласа, откуцаје срца, активности мишића, покрети руку и ногу и дисање током спавања), која би требало да открије да ли постоје други поремећаји спавања који узрокују или повећавају проблеме са НРСИБ.

## Терапија
Терапија неправилног ритма спавања и буђења покушава да омогући правилан рад телесног сата у мозгу, како би се постигао нормално дуг период спавања током ноћи. 
Могу се користити и мелатонин, витамин Б12, средства за спавање , средства за буђење и други лекови.  Излагање светлости током дана и бројне активности које се дешавају у редовно време сваког дана могу помоћи да се успостави нормалан ритам. 
Лечење овог поремећаја може се разликовати за различите подгрупе пацијената. Погођеним особама са деменцијом не би требало прописивати лекове за спавање (седативе)  због повећане преваленције нежељених ефеката у овој групи која превазилази могућу корист. 